# Årets Gericke 2011
Årets Gericke 2011 var den 11. uddeling af Årets Gericke-priserne og blev afholdt den 11. september 2011 i Tivoli. Aftenens festmiddag havde Bornholmsk tema og fandt sted på Hotel- og Restaurantskolen i Valby.

## Hovedkategorier
Årets prisvindere og nominerede var:

### Årets Gericke — forretter
- Thomas Herman, Herman: Skandinaviske skaldyr & bisque af tørrede kamille med muslinger & kamille kaviar
  - Allan Poulsen, Henne Kirkeby Kro: Østers, kartoffel, salturt og urter
  - Rasmus Kofoed, Geranium: Kartofler. Pulver på andefedt og letrøgede ærter
  - Jacob Mielcke, Mielcke & Hurtigkarl: makrel i olie med syltede grønne hyldebær
  - Ronny Emborg, Restaurant AOC: Let frossen kalveinderlår med æggeblomme creme, brødkrumme og løjrom

### Årets Gericke — hovedretter
- Jonas Christensen, 1. Th: Sprængt kalvebryst med ærter og gulerødder
  - Torsten Schmidt, Malling & Schmidt: Langtidsstegt vildsvinenakke med urter, skud og bær fra skoven
  - Rasmus Kofoed, Geranium: Frilandsgris. Rå, sprøde og bløde jordskokker
  - Bo Bech, Geist: Vesterhavspigvar med fennikelravioli på ost
  - Rainer Gassner , Ti Trin Ned: Lammefilet i fars, forkullede kartofler

### Årets Gericke — Desserter
- Rene Redzepi, Noma: Gammel Dansk og vilde urter
  - Michael Pedersen, Villa Vest: øøGrønt fra Knuds Have
  - Søren Selin, Alberto K: Karameliseret blomme – rålakrids – ristet brød og mandelmælk
  - Rasmus Grønbech, Grønbech og Churchill; Syltet pastinak med kakao-oblat
- Tommy Friis, Molskroen: Lagrede oste, syltede løg, græskar, cremet roquefort og lune krydderier

## Øvrige priser
- Bedste betjening: Rudolf Mathis
- Bedste udskænkning: Martin Bek, Formel B
- Bedste bistro: Restaurant Paustian v. Bo og Lisbeth Jacobsen

## Eksterne links
- Programmet Arkiveret 22. november 2010 hos  Wayback Machine, Årets Gerricke 2011